# Нићифор Фока Млађи
Нићифор Фока ( грч. Νικηφόρος Φωκᾶς  Νικηφορος , око 965 – 15. август 1022.), по презимену Баритрахелос (Βαρυτραχηλος, „тежак врат“; јерменски : Цр[а]виз, груз. წარვეზი  Тс'арвези, „искривљеног врата“),  је био византијски аристократа и магнат, последњи велики члан породице Фока који је покушао да преузме царски трон. Био је син генерала Варде Фоке Млађег и пранећак цара Нићифора II Фоке, и играо је активну улогу у неуспешној побуни свог оца против цара Василија II 987–989. После очеве смрти, тражио је и добио Василијево помиловање. Ништа се даље о њему не зна све до 1022. године када је, заједно са генералом Нићифором Ксифијом, покренуо још једну побуну. Побуна је добила широку подршку, али неповерење између двојице вођа довело је до Фокиног убиства од стране Ксифије 15. августа 1022. године. Побуна је након тога брзо пропала.

## Живот
Нићифор Фока Кривоврати је био син генерала Варде Фоке Млађег и имао је једног старијег брата Лава.  У пролеће 970. године, након убиства Кривовратовог прадеда - стрица цара Нићифора II Фоке од стране цара Јована I Цимискија, његов отац је покушао да подигне побуну против новог режима у породичној бази у Кападокији . Цимискије је послао свог поручника Варду Склира против Варде Фоке. Склир је успео да намами многе Фокине присталице, све док није био приморан да се преда.   Иако није експлицитно поменут у изворима, Нићифор је вероватно делио судбину свог оца, прогнан је на егејско острво Хиос са остатком своје породице. 

### Улога у побунама Варде Фоке и Варде Склира
Године 978, након Цимискијеве смрти и успона цара Василија II на престо, Варда Фока је позван да предводи царске снаге против свог старог ривала Варде Склира, који се побунио и заузео већи део Мале Азије . Након раних преокрета, лојалистичке снаге под Фоком су се показале победничким у пролеће 979. године, приморавајући Склира да побегне код источних муслиманских суседа Византије, проналазећи уточиште на Буидском двору у Багдаду .  
Међутим, 987. године Варда Склир је пуштен из Багдада и покушао је да подигне још једну побуну. Контактирао је Варду Фоку за заједнички подухват против цара Василија II, али Фока је преварио и затворио Склира, пре него што је коначно покренуо сопствени устанак прогласивши се за цара у августу/септембру 987.   Овде је Нићифор назван по имену Нићифора, први пут у изворима: отац га је послао Давиду III од Таоа да обезбеди војну помоћ и да се суочи са лојалистичким генералом Грегоријем Таронитом, који се искрцао у позадини Фока у Трапезунту и подигао армију Јермена у источним провинцијама. Нићифор је обезбедио 1.000 грузијских војника од Давида и победио Таронита, али је убрзо након тога стигла вест о смрти његовог оца у бици код Абидоса 13. априла 989. Смрт Варде Фоке довела је до тренутног слома побуне: Грузијци су се вратили у своју земљу, а Нићифорове трупе су се разишле својим кућама.   Нићифор је побегао у тврђаву Тиропоион, где је боравила његова мајка и где је држан заточени Варда Склиро. Заједно са братом Лавом, Нићифор је сада подржао Склирову кандидатуру за цара, али је овај, стар и уморан, радије одустао од борбе и потчинио се цару у замену за помиловање. Као и Варда Склир, Нићифор је добио помиловање и било му је дозвољено да задржи своје привилегије. Лав је са друге стране покушао да пружи отпор из своје базе у Антиохији, али су га становници града предали цару Василију II.   

### Побуна са Нићифором Ксифијом и смрт
О Нићифору Фоки Кривовратом се ништа не чује све до лета 1022. године, када је склопио заверу са генералом Нићифором Ксифијом против цара Василија II, који је од пролећа био ангажован у походу на грузијског краља Георгија I.    Двојица завереника су имала за циљ да збаце цара Василија II и да га један од њих замени, али питање ко ће имати предност није било решено и довело би до брзог пада побуне. Иако је Ксифија био на престижном месту стратега Анатоличке теме, а Фока није имао ниједну функцију осим титуле патрикија, према извештају савременог хришћанског арапског историчара Јахје из Антиохије, велики број аристократа је хрлио код њега због утицаја његове породице, изазивајући Ксифијеву завист.  
Побуна двојице мушкараца посебно је претила цару, јер је преузела контролу над Кападокијом и претила да ће му одсећи позадину и оставити га изолованог између два непријатеља. Заиста, каже се да су завереници били у контакту са краљем Георгијем I у ту сврху.   Цар Василије II се прво повукао у сигурност тврђаве Маздат, и према Јовану Скилици послао изасланика вођама побуњеника са циљем да сеје неповерење међу њима, док је према Јахији цар именовао за новог гувернера Анатолијске теме Теофилакта Даласена и послао га да угуши побуну. Не зна се да ли је посланик извршио свој задатак, али Ксифија је 15. августа 1022. договорио састанак са Фоком, где је овог другог убио један од Ксифијевих слугу.   Јерменски извори међутим извештавају, прилично сумњиво, да је Фоку убио бивши краљ Васпуракана, Сенекерим-Хованес, или његов син Давид, или један од њихових следбеника. Одсечена глава послата је цару Василију II, који ју је поставио на колац и изложио јавности у Маздату. 
Након Фокине смрти, побуна је пропала, а Ксифија је ухапшен и приморан да се замонаши.  Ослобођен претње у позадини, цар Василије II је брзо и одлучно победио краља Георгија I и наметнуо му своје услове.  Остале присталице устанка су затворене и пуштене 1025. године, након смрти цара Василија II и доласка на власт његовог млађег брата, цара Константина VIII.   Међутим, 1026. године, цар Константин VIII је оптужио последњег преживелог члана некада велике породице, Варду Фоку (син Нићифора Кривовратог),  за заверу против престола, и наредио је да се ослепи .  